# Oleg Skripočka
Oleg Ivanovič Skripočka (rusky Олег Иванович Скрипочка, * 24. prosince 1969 v Něvinnomyssku, Stavropolském kraji, RSFSR, SSSR) je od dubna 1998 ruský kosmonaut, 516. člověk ve vesmíru. Zprvu byl členem oddílu kosmonautů RKK Eněrgija, od roku 2011 pracuje v oddílu Střediska přípravy kosmonautů; původním povoláním je inženýr. V říjnu 2010 se na šest měsíců poprvé vypravil do vesmíru – na Mezinárodní vesmírnou stanici (ISS) jako člen Expedice 25 a Expedice 26. Roku 2016 si půlroční kosmický let na IS zopakoval, tentokrát jako člen Expedice 47/48. Potřetí se na ISS vypravil v září 2019, v rámci Expedice 61/62.

## Život

### Mládí
Oleg Skripočka pochází z Něvinnomyssku ve Stavropolském kraji, žil na Kamčatce a v Záporoží, zde také roku 1987 absolvoval střední školu. Roku 1993 dokončil studium na moskevské Baumanově univerzitě, fakultu energetického strojírenství v Koroljovu. Současně se studiem pracoval v letech 1987–1993 v RKK Eněrgija, zpočátku jako slévač závodu ZEM, od roku 1990 byl technikem projekčního oddělení Energije, od roku 1993 inženýrem tamtéž. Roku 1996 byl přeložen do oddělení věnujícího se výrobě a použití pozemního vybavení pro přípravu kosmických lodí k letu.

### Kosmonaut
Přihlásil se k kosmonautickému výcviku, prošel lékařskými prohlídkami v IMBP a 28. července 1997 jej Státní meziresortní komise doporučila do oddílu kosmonautů RKK Eněrgija. Formálně zařazen v Eněrgiji na pozici kandidáta na kosmonauta byl 14. října 1997. Absolvoval dvouletou všeobecnou kosmickou přípravu ve Středisku přípravy kosmonautů J. A. Gagarina (CPK) a 1. prosince 1999 získal kvalifikaci „zkušební kosmonaut“.
Od února 2000 se připravoval v CPK k letům na Mezinárodní vesmírnou stanici (ISS). V prosinci 2002 byl předběžně zařazen do záložní posádky šesté návštěvní expedice. V únoru 2003 po havárii Columbie, byl program letů omezen a posádka rozpuštěna.

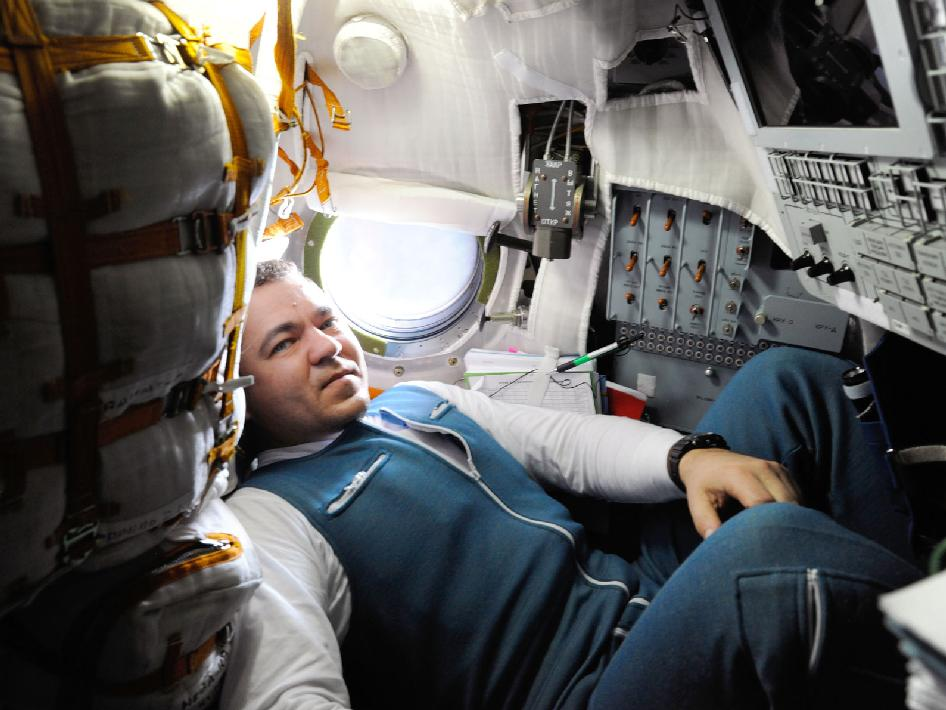
Oleg Skripočka v Sojuzu TMA-01M, 9. října 2010.

V květnu 2006 byl předběžně jmenován do záložní posádky Expedice 19, záhy však byl přeřazen do záložní posádky Expedice 17 (startovala v dubnu 2008), v listopadu 2007 bylo nové zařazení potvrzeno ruskou meziresortní komisí. Paralelně byl v srpnu 2007 předběžně vybrán do záložní posádky Expedice 21, v červenci 2008 byl přeřazen do základní posádky Expedice 25 a 26, oficiálně bylo toto jmenování oznámeno v září 2008.
K prvnímu letu odstartoval v lodi Sojuz TMA-01M z kosmodromu Bajkonur 7. října 2010 ve 23:11 UTC ve funkci palubního inženýra společně s velitelem Alexandrem Kalerim a palubním inženýrem Scottem Kellym. Po obvyklém dvoudenním letu se 10.  října v 00:01 UTC nový Sojuz spojil s Mezinárodní vesmírnou stanicí. a nováčci se připojili k trojici Douglas Wheelock, Fjodor Jurčichin, Shannon Walkerová. Starší trojice se vrátila na Zem koncem listopadu, v polovině prosince doplnili posádku ISS na šest lidí Dmitrij Kondraťjev, Paolo Nespoli a Catherine Colemanová. Skripočka během letu třikrát vystoupil na povrch stanice, celková délka výstupů dosáhla 16 hodin a 39 minut. Dne 16. března 2011 po 159 dnech, 8 hodinách a 43 minutách letu se svými dvěma kolegy přistál v kazašské stepi 86 km severoseverovýchodně od Arkalyku.
V rámci slučování ruských oddílů kosmonautů odešel ze společnosti RKK Eněrgija a od 11. června 2011 je kosmonautem oddílu Střediska přípravy kosmonautů.
V lednu 2014 Roskosmos oznámil jeho jmenování členem Expedice 47/48 se startem v březnu 2016 v Sojuzu MS-01 (později byla loď změněna na Sojuz TMA-20M) a náhradníkem Sergeje Volkova v Sojuzu TMA-18M (start v září 2015). V Sojuzu TMA-20M s ním 18. března k ISS vzlétli Alexej Ovčinin a Jeffrey Williams. Na stanici pracoval ve funkci palubního inženýra, 7. září 2016 se ve stejné sestavě posádka Sojuzu TMA-20M vrátila na Zem. Jejich let trval 172 dní, 3 hodiny, 47 minut a 15 sekund.
Koncem roku 2017 byl vybrán za náhradníka velitele lodi Sojuz MS-10 (start v říjnu 2018) a velitele Sojuzu MS-12, letět měl s Christinou Kochovou a Hazzá Al-Mansúrím. Nicméně v souvislosti s neúspěšným startem Sojuzu MS-10 byla jeho posádka (Alexej Ovčinin a Nick Hague) převedena ke Kochové na Sojuz MS-12 a Skripočka s Mansúrím na Sojuz MS-15, přičemž je doplnila Jessica Meirová. Na oběžnou dráhu Země v Sojuzu MS-15 odstartovali z Bajkonuru 25. září 2019, téhož dne se spojili se stanicí a připojili se k její posádce. Mansúrí se po týdnu vrátil v Sojuzu MS-12 s Ovčininem a Haguem, Skripočka s Meirovou zůstali na stanici coby členové Expedice 61/62 a na Zemi se ve své lodi vrátili 17. dubna 2020 po 204 dnech, 15 hodinách a 19 minutách letu. Od 6. února do 15. dubna 2020 byl Skripočka velitelem ISS.
K 30. listopadu 2021 ukončil své členství v oddílu kosmonautů a 1. prosince nastoupil do funkce vedoucího specialisty metodického oddělení v Gagarinově středisku přípravy kosmonautů. Aktivní vesmírnou kariéru tak ukončil se 3 lety o celkové délce 536 dní, 3 hodiny a 49 minut, během nichž strávil při třech výstupech celkem 16 hodin a 39 minut ve volném prostoru.

### Osobní život
Oleg Skripočka je ženatý, má dceru a syna.

## Tituly a vyznamenání
- Hrdina Ruské federace (12. dubna 2011),[1]
- Letec-kosmonaut Ruské federace (12. dubna 2011),[1]
- Řád Za zásluhy o vlast IV. třídy (16. září 2017).[1]